# Seaborgium
Seaborgium (chemická značka Sg) je čtrnáctým transuranem, jde o silně radioaktivní kovový prvek, připravovaný uměle v cyklotronu nebo urychlovači částic.
Seaborgium doposud nebylo izolováno v dostatečně velkém množství, aby bylo možno určit všechny jeho fyzikální konstanty. Při své poloze v periodické tabulce prvků by svými vlastnostmi mělo připomínat wolfram.

## Historie

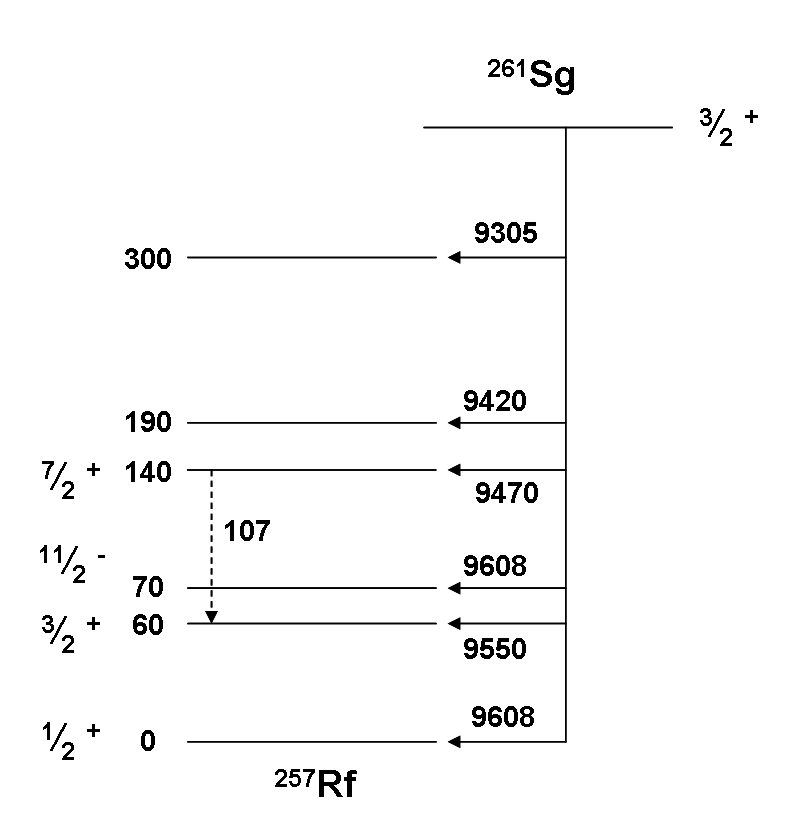
Schéma přeměny jader ^{261}Sg

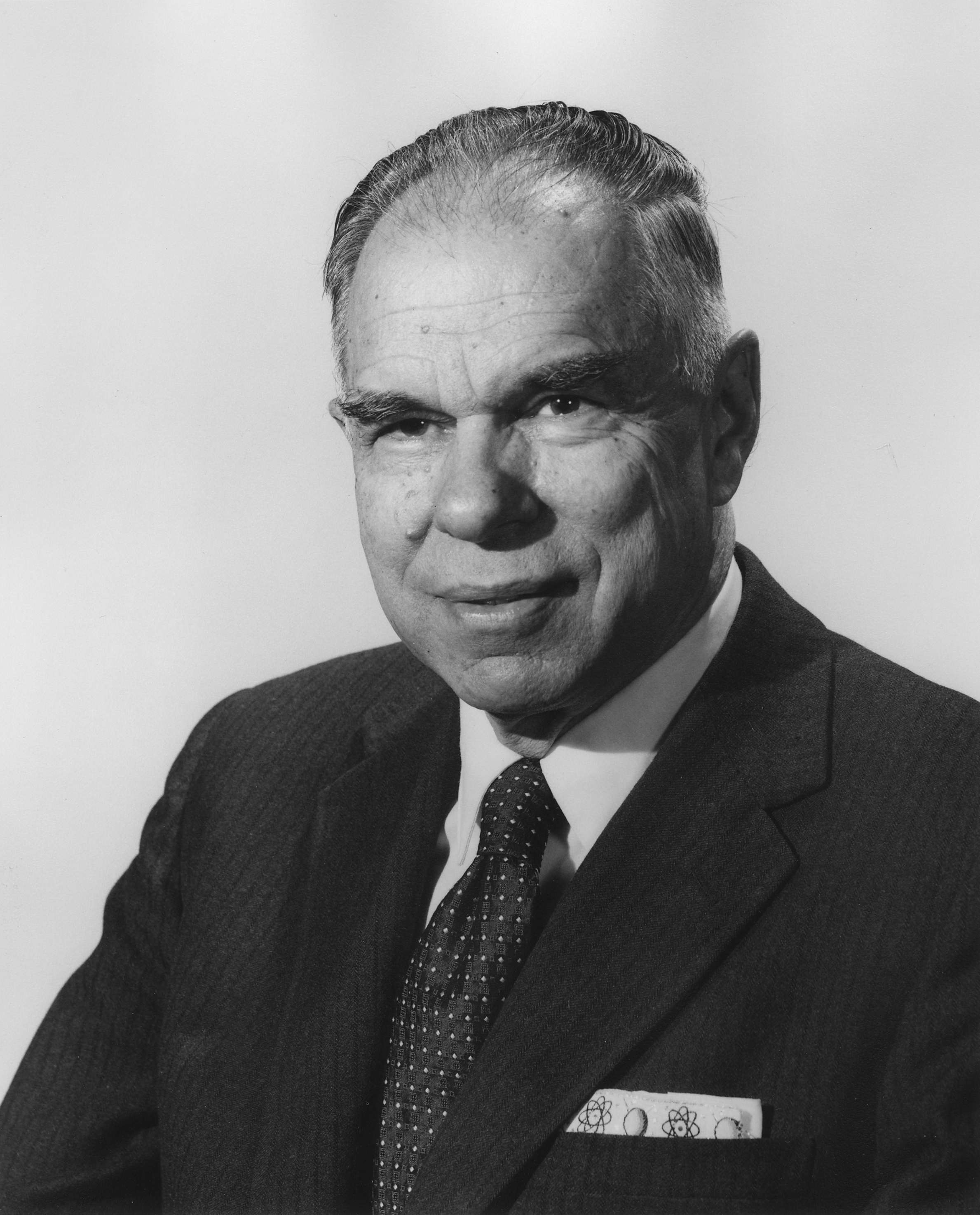
Glenn Seaborg

První příprava prvku s atomovým číslem 106 byla ohlášena téměř současně ve dvou světových laboratořích roku 1974. V červnu ohlásila skupina vedená Georgijem Fljorovem v laboratořích Ústavu jaderného výzkumu v Dubně v bývalém Sovětském svazu přípravu nového prvku s atomovým číslem 106, relativní atomovou hmotností 261 a poločasem přeměny 0,48 sekundy. Vznikl bombardováním atomů olova jádry atomů chromu.
 208
82 Pb +  54
24 Cr →  261
106 Sg +  1
0 n
V září téhož roku oznámil tým vedený Albertem Ghiorsem z kalifornské university v Berkeley syntézu izotopu s relativní atomovou hmotností 263 a poločasem přeměny 1,0 sekundy. Jejich objev byl jako první potvrzen nezávislým experimentem a Američané navrhli pro nový prvek název seaborgium na počest jaderného fyzika Glena T. Seaborga. Připraven byl reakcí jader kalifornia s jádry prvku kyslíku.
 249
98 Cf +  18
8 O →  263
106 Sg + 4  1
0 n
Návrh na pojmenování prvku po dosud žijícím vědci vzbudil značné rozpaky a diskuze ve vědeckém světě. Po mnoha debatách bylo konečně na zasedání IUPAC v roce 1997 definitivně potvrzeno pojmenování prvku seaborgium a chemická značka Sg.

## Izotopy
Dnes je známo celkem 16 izotopů seaborgia, nejstálejší známý izotop 269Sg se jako α zářič rozpadá s poločasem 3,1 minuty, nejméně stálý izotop 258Sg má poločas přeměny pouhé 2,9 milisekundy. Poločasy přeměny 268Sg, 270Sg, 272Sg a 273Sg nejsou známy.
| 257Sg  | 2025 | 206Pb(52Cr,n)  | -       | 258Sg | 1994 | 209Bi(51V,2n) | 2,9 ms |
| 259Sg  | 1985 | 207Pb(54Cr,2n) | 0,29 s  |       |      |               |        |
| 260Sg  | 1985 | 208Pb(54Cr,2n) | 4,95 ms |       |      |               |        |
| 261Sg  | 1985 | 208Pb(54Cr,n)  | 178 ms  |       |      |               |        |
| 262Sg  | 2001 | 207Pb(64Ni,n)  | 6,9 ms  |       |      |               |        |
| 263Sgm | 1974 | 249Cf(18O,4n)  | 1,0 s   |       |      |               |        |
| 263Sgg | 1994 | 208Pb(64Ni,n)  | 0,12 s  |       |      |               |        |
| 264Sg  | 2006 | 238U(30Si,4n)  | 37 ms   |       |      |               |        |
| 265Sg  | 1993 | 248Cm(22Ne,5n) | 14,4 s  |       |      |               |        |
| 266Sg  | 2004 | 248Cm(26Mg,4n) | 21 s    |       |      |               |        |
| 267Sg  | 2004 | 248Cm(26Mg,3n) | ?       |       |      |               |        |
| 268Sg  |      |                | ?       |       |      |               |        |
| 269Sg  |      |                | 3,1 min |       |      |               |        |
| 270Sg  |      |                | ?       |       |      |               |        |
| 271Sg  | 2003 | 242Pu(48Ca,3n) | 2,4 min |       |      |               |        |
| 272Sg  |      |                | ?       |       |      |               |        |
| 273Sg  |      |                | ?       |       |      |               |        |